# Vojilovo
Vojilovo (cyr. Војилово) – wieś w Serbii, w okręgu braniczewskim, w gminie Golubac. W 2011 roku liczyła 247 mieszkańców.